# Tenerife

Bandeira de Tenerife

Tenerife é a maior ilha do arquipélago das Canárias, uma comunidade autónoma da Espanha. O relevo da ilha é dominado pelo vulcão Teide, com seus 3 718 m, a mais alta montanha do país. Tenerife também é a mais povoada entre as ilhas espanholas, com 965 857 habitantes (Janeiro de 2025). A capital da ilha (sede do cabildo), da província e das Ilhas Canárias (em conjunto com Las Palmas de Gran Canaria) é a cidade de Santa Cruz de Tenerife (221 956 habitantes em 2008). Outra importante cidade é San Cristóbal de La Laguna (148 375 habitantes em 2008), declarada Património Mundial pela UNESCO. Essas duas cidades são unidas e juntas têm mais de 400 000 habitantes. Tenerife é também a maior e mais populosa ilha da Macaronésia. O Parque Nacional do Teide é desde 2007 Património Mundial e é o mais visitado em Espanha e um dos mais visitados parques nacionais do mundo. Por seu lado, as montanhas de Anaga é desde 2015 Reserva da Biosfera e é o lugar que tem o maior número de espécies endêmicas na Europa.
Tenerife ocupa uma posição central em relação a La Gomera, Gran Canaria e La Palma. É a única ilha das Canárias que conta com dois aeroportos internacionais, Tenerife Norte Airport, Tenerife South Airport. É também a única com duas marinas: Puerto de Santa Cruz de Tenerife (um dos maiores do Atlântico) e porto de Los Cristianos. Tenerife é o maior destino turístico dessas ilhas e está entre os três maiores da Espanha. A ilha tem a maior economia das Ilhas Canárias, liderando o PIB (Produto Interno Bruto) do arquipélago.
O Carnaval de Santa Cruz de Tenerife é considerado o segundo maior do mundo, e que é uma das maiores atrações desta ilha. A ilha está a pouco mais de 300 km do continente africano e a aproximadamente 1.300 km da Península Ibérica. Tem 2.034 km² de superfície e uma curiosa forma triangular. Na parte leste da ilha situam-se as Pirâmides de Güímar. Em Tenerife nasceu o Padre José de Anchieta, em 1534.

## Geografia

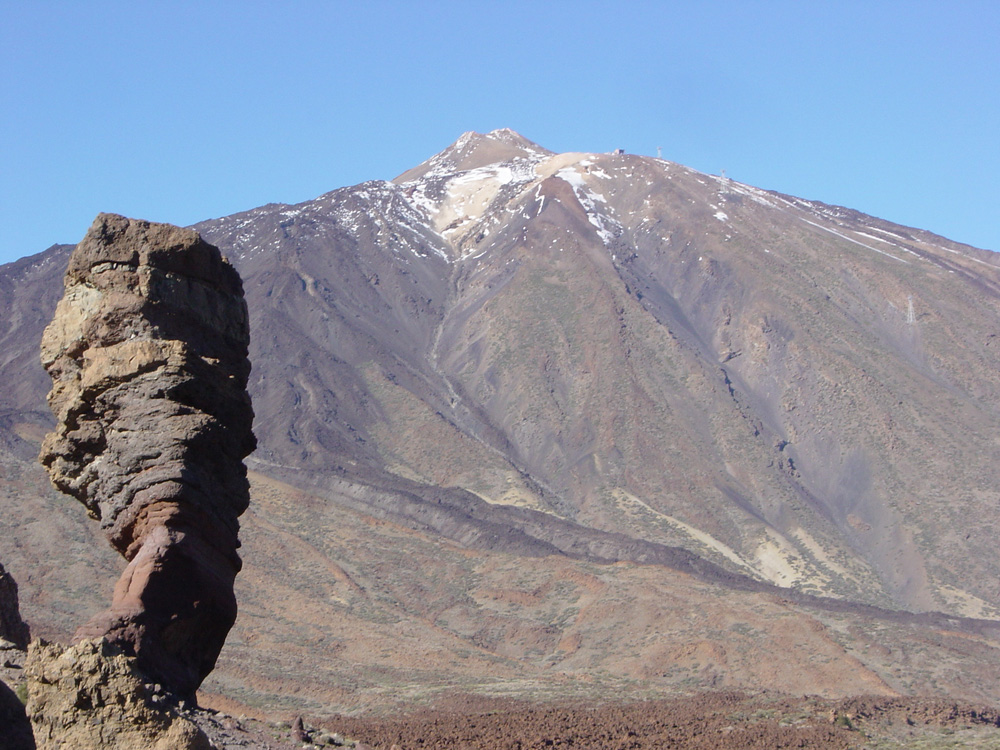
Teide, Tenerife

Tenerife 3D

A ilha está localizada em 28° 19′ N, 16° 34′ O. Como as restantes ilhas Canárias, Tenerife tem origem vulcânica. A última das três erupções que criaram a ilha aconteceu há cerca 3,5 milhões de anos, embora pequenos sismos ainda ocorram. O mais recente sismo atingiu o nível 4 na escala de Richter e aconteceu em 2002. A ilha é claramente dividida em uma parte sul, muito seca, e a parte norte é muito verde e úmida.
A ilha foi chamada pelos guanches "Achined". Esta ilha faz parte da província de Santa Cruz de Tenerife. Cobre 31 municípios:
- Adeje
- Arafo
- Arico
- Arona
- Buenavista del Norte
- Candelaria
- Fasnia
- Garachico
- Granadilla de Abona
- La Guancha
- Guía de Isora
- Güímar
- Icod de los Vinos
- La Matanza de Acentejo
- La Orotava
- Puerto de la Cruz
- Los Realejos
- El Rosario
- San Cristóbal de La Laguna
- San Juan de la Rambla
- San Miguel de Abona
- Santa Cruz de Tenerife
- Santa Úrsula
- Santiago del Teide
- El Sauzal
- Los Silos
- Tacoronte
- El Tanque
- Tegueste
- La Victoria de Acentejo
- Vilaflor de Chasna

Na vila de Güímar estão localizadas as Pirâmides de Güímar.

## Transporte
A ilha de Tenerife é servida pelo aeroporto de Tenerife Norte (TFN) e Tenerife Sul (TFS). O aeroporto de Los Rodeos, o menor dos dois, está localizado perto da área metropolitana de Santa Cruz-La Laguna (423 022 pessoas). É utilizado tanto para voos intra-ilhas como para voos nacionais e europeus e, nos últimos dois anos, um serviço semanal para a Venezuela. O aeroporto Reina Sofía é o aeroporto mais utilizado em Tenerife, ocupando o sétimo lugar na Espanha. Tipicamente, serve a massa de voos regulares e charter que chegam constantemente da maior parte da Europa.
Como é uma ilha, a única outra maneira de chegar à ilha é por balsa, até Santa Cruz de Tenerife ou até Los Cristianos, perto da Playa de Las Américas.
Uma rede consistente em duas autoestradas (TF1 and TF5) sem portagem, circunda a ilha inteira, ligando todas as maiores vilas e áreas turísticas com a área metropolitana. A exceção é no oeste de Adeje a Icod de los Vinos, que é atravessada por uma estrada de montanha com muitas curvas. No entanto, existem planos para completar a auto-estrada, o que tem causado um grande debate entre ambientalistas e empresários, como o começo dos trabalhos planejado para o princípio de 2007. Este debate, no entanto, não se compara com as discussões acesas acerca do planeado porto de Granadilla de Abona, que está agora nas mãos de Bruxelas.
O transporte público na ilha é garantido pela extensa rede de autocarros (guaguas) e governado pela TITSA, que possuem uma frota de autocarros modernos com ar-condicionado, normalmente, sem atrasos.
Atualmente na sua capital, Santa Cruz de Tenerife, possui em funcionamento uma rede de metrô de superfície e uma segunda em construção. O serviço de transportes públicos de autocarros é igualmente válido para o metrô (bonde).
Um passe mensal tem um custo fixo de 48€ com número ilimitado de viagens (metrô e autocarro), dentro da cidade.

## História

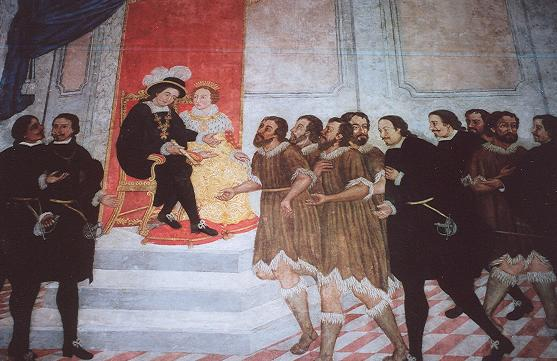
Alonso Fernández de Lugo apresentando os reis capturados de Tenerife aos Reis Católicos

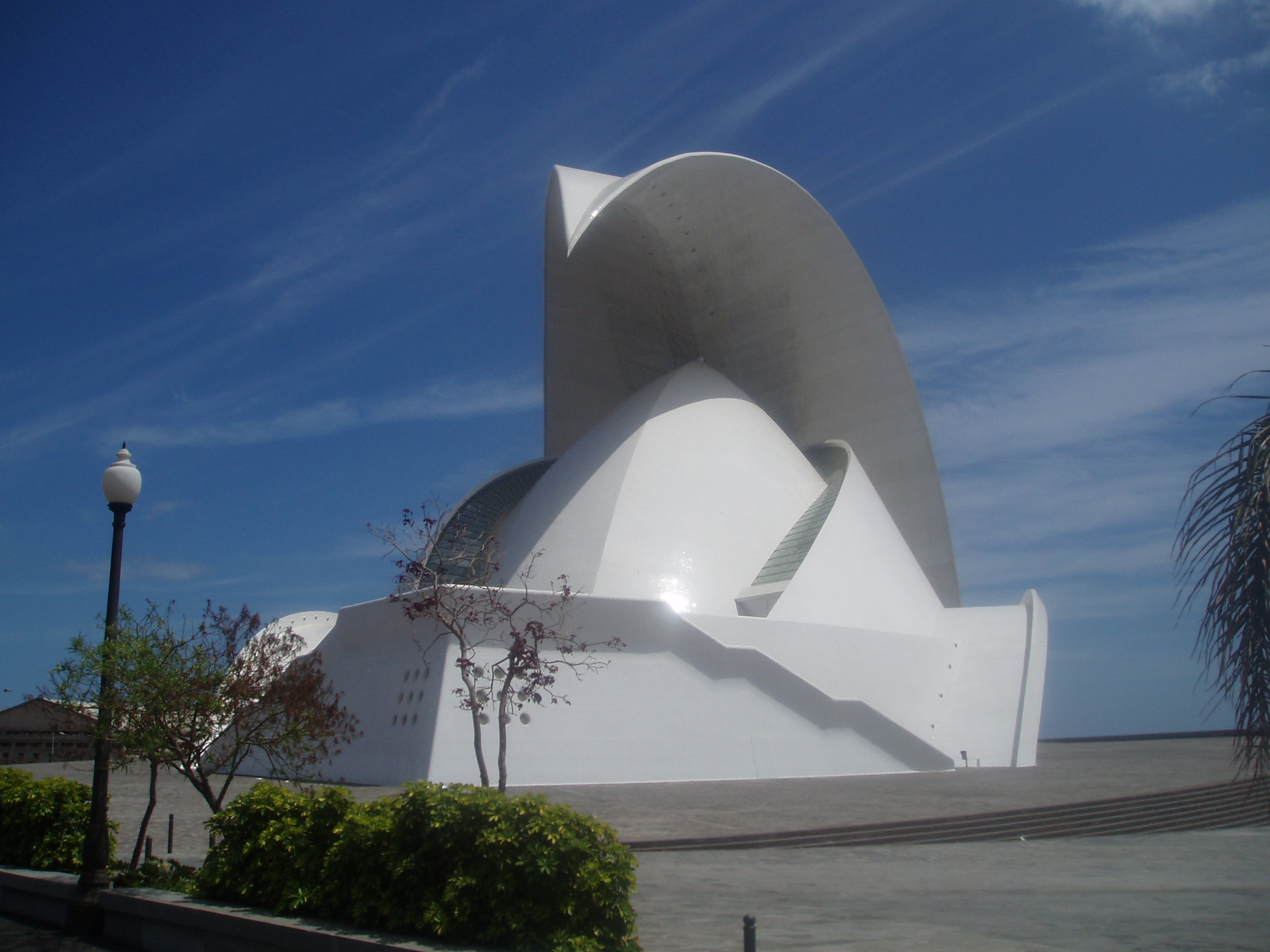
Auditório de Tenerife

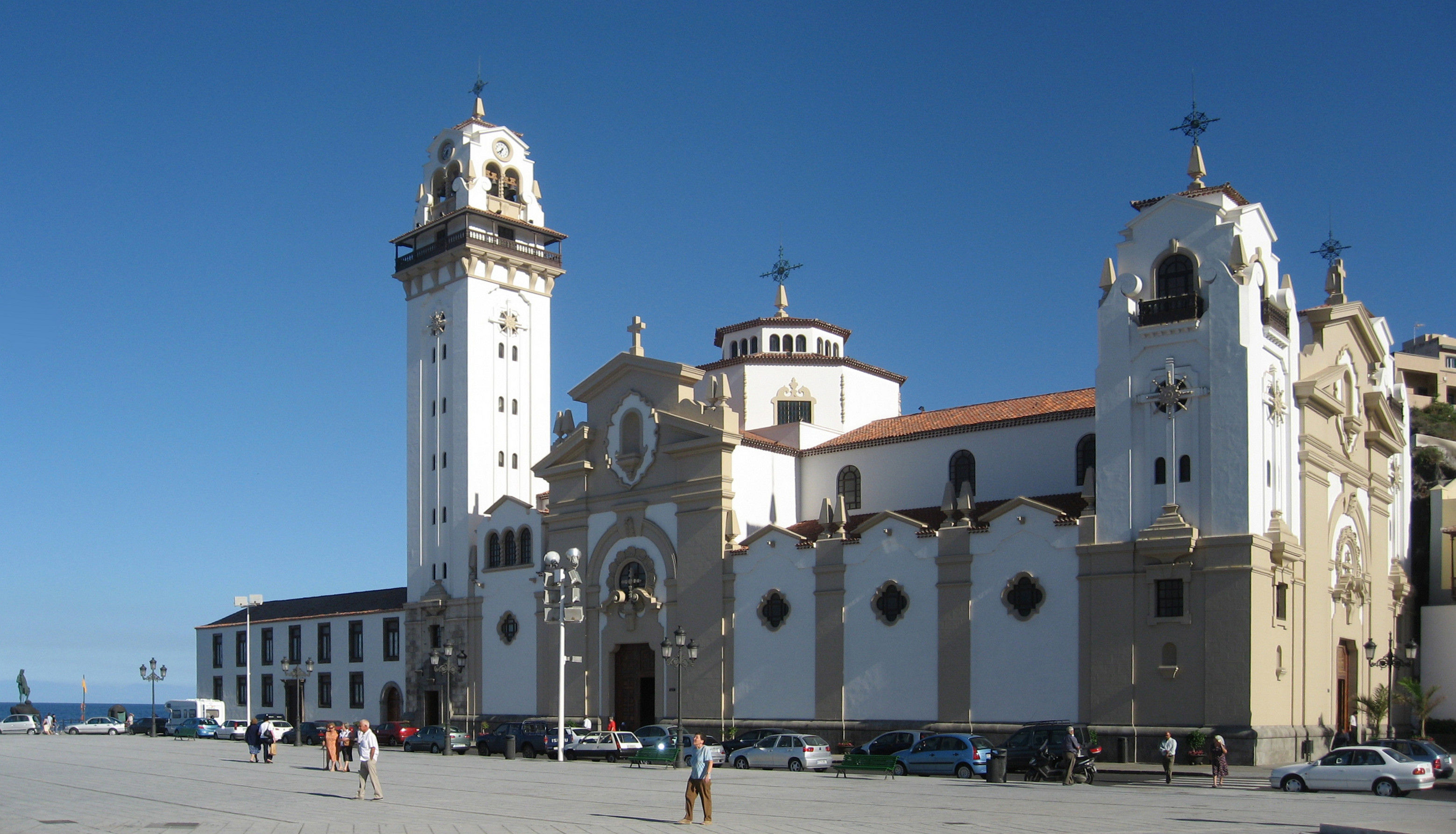
Basílica da Nossa Senhora da Candelária, padroeira das Ilhas Canárias

Antes da chegada dos aborígenes, das ilhas Canárias e em particular na ilha de Tenerife, era habitada por animais pré-históricos extintos endêmicas principalmente extintos agora. Estes animais atingiram tamanhos maiores do que os tamanhos padrão que é chamado Gigantismo insular. Destes, o mais conhecido em Tenerife foram: o lagarto gigante (Gallotia goliath), o rato gigante (Canariomys bravoi) ea tartaruga gigante (Geochelone burchardi).
Conhecida dos romanos pelo nome de Nivaria (do latim nix, nivis, "neve"), referência à neve no topo do vulcão El Teide, Tenerife tem un nome que também é uma referência a este vulcão, e foi usado para a ilha pelos guanches da ilha vizinha de La Palma, “Tene” significa “montanha” e “ife” branca (o “r” foi adicionado pelos Espanhóis).  Para os nativos de Tenerife, a ilha era chamada de Chenech, Chinech ou Achinech.
Segundo a teoria vigente, há cerca de 3 milhões de anos atrás a ilha hoje conhecida como Tenerife consistia em três ilhas separadas com três serras: a Anaga, o Teno e Valle San Lorenzo. Então, na sequência de um processo vulcânico impressionante, elas fundiram-se para formar a ilha de Tenerife.
Por volta do tempo das descobertas Tenerife consistia em nove menceyatos distintos, como eram chamados os pequenos reinos dos guanches. Apesar das forças espanholas sob o comando do adelantado ("governador militar") Alonso Fernández de Lugo, terem sofrido uma derrota humilhante às mãos dos guanches na Primeira Batalha de Acentejo em 1494, os guanches, finalmente através da superior força tecnológica e doenças a que não eram imunes, renderam-se à coroa de Castela em 25 de Dezembro de 1495.
Como as outras ilhas do mesmo grupo, a maior parte da população nativa de Tenerife foi escravizada ou sucumbiu a doenças ao mesmo tempo que imigrantes de vários lugares da Europa associados com o Império Espanhol (Portugal, Flandres, Itália, Alemanha) se fixavam na ilha. Os pinhais nativos da ilha foram cortados para abrir espaço para a cultiva de cana-de-açúcar por volta de 1520; nos séculos que se seguiram, a economia da ilha esteve centrada à volta de outras culturas como a vinha, cochineal para fazer pigmentos, e bananas.
A ilha foi atacada em 1797 pelos ingleses. Em 25 de Julho, Horatio Nelson atacou Santa Cruz de Tenerife, a cidade capital de Tenerife e quartel-general do Capitão Geral. Depois de grande luta, os ingleses foram repelidos; Nelson perdeu o seu braço direito quando tentou desembarcar na costa. A 5 de Setembro, outra ofensiva na região de Puerto Santiago foi defendida pelos habitantes do vale de Santiago, que atiraram pedras aos ingleses do alto dos rochedos de Los Gigantes.
Nos séculos seguintes, chegaram à ilha visitantes menos agressivos.  O naturalista Alexander von Humboldt subiu ao pico do Teide e descreveu a beleza da ilha. Turistas começaram a visitar Tenerife em grandes números por volta de 1890, especialmente nas cidades nortenhas de Puerto de la Cruz e Santa Cruz de Tenerife.
Antes da sua subida ao poder, Francisco Franco esteve destacado em Tenerife em Março de 1936 por um governo Republicano preocupado com a sua influência e tendências políticas. No entanto, Franco recebeu informação e na Gran Canaria concordou em colaborar no golpe militar que resultaria na Guerra Civil Espanhola; as Canárias caíram para os Nationalistas em Julho de 1936 e a sua população foi sujeita a execuções em massa dos opositores to novo regime. Nos anos 1950, a miséria dos anos de pós-guerra deu origem a que milhares de habitantes da ilha emigrassem para Cuba e América Latina.
O Desastre aéreo de Tenerife, a colisão aérea que ocorreu a 27 de Março de 1977 no aeroporto Los Rodeos no norte da ilha, foi a catástrofe com mais vítimas na história até aos ataques de 11 de Setembro de 2001, e permanece como o acidente aéreo com mais vítimas da história.

## Celebrações

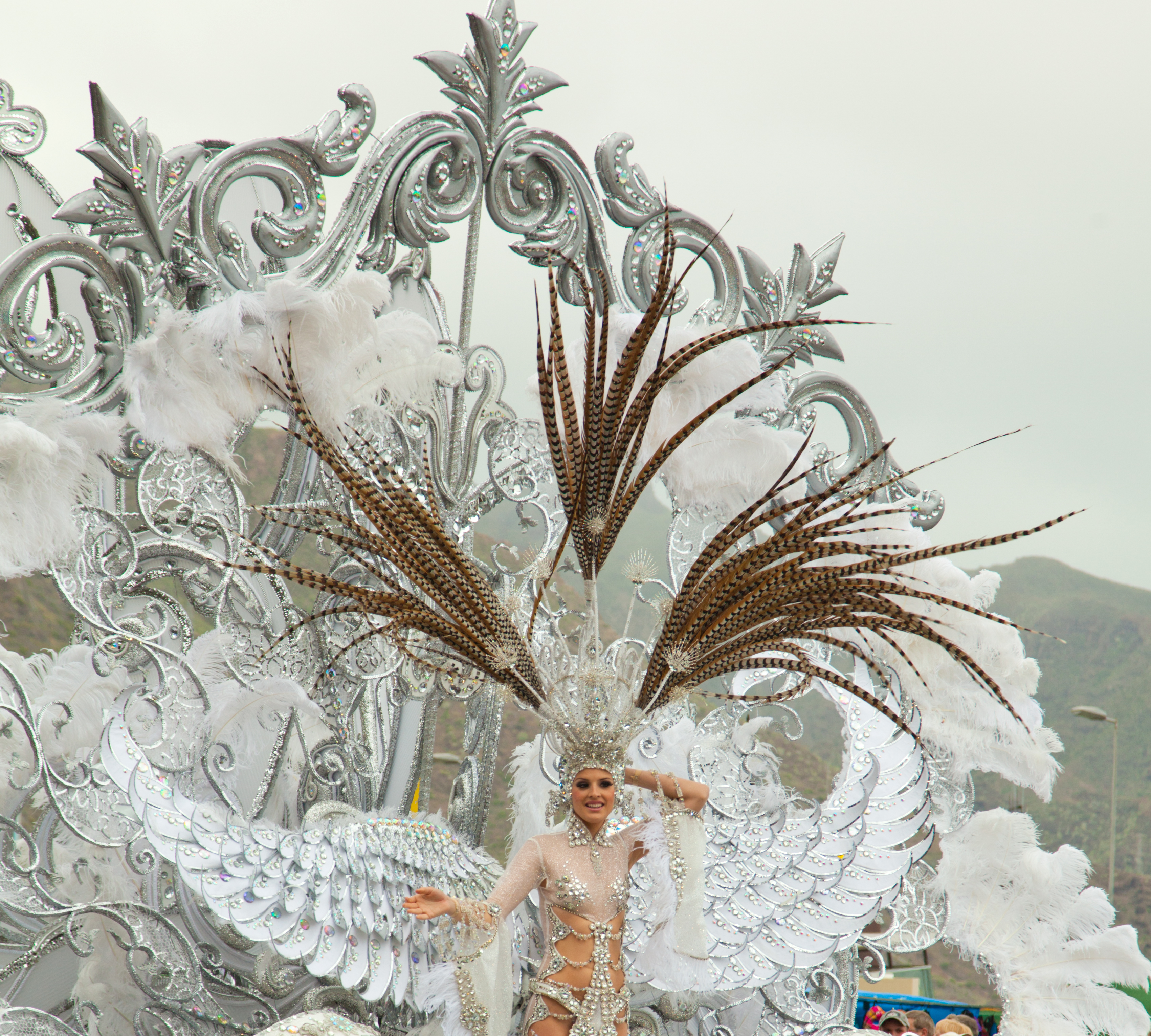
Rainha do carnaval de Santa Cruz de Tenerife, 2012

O mais importante festival em Tenerife é o Carnaval de Santa Cruz de Tenerife, que é considerado o segundo mais famoso e importante do mundo depois do Rio de Janeiro. Em 1980 ele foi declarado Festival de Interesse Turístico Internacional e atualmente está sendo processado a sua declaração como Património Mundial.
O outro grande festival da ilha é a Virgem da Candelária (Padroeira das Ilhas Canárias) em Tenerife é realizada duas vezes por ano: 2 de fevereiro e 15 de agosto. Neste evento incluem peregrinações à Basílica da Candelária.
Outras celebrações pendentes da ilha são o Cristo de La Laguna (14 de setembro), em San Cristóbal de La Laguna, Corpus Cristi (destaque são aquelas mantidas em La Orotava e La Laguna) e as romarias realizadas durante todo o povo da ilha: a romaria de São Isidoro, o Lavrador, em Los Realejos, a Virgem do Socorro (Güímar), São Bento de Núrsia, em La Laguna e São Roque de Montpellier em Garachico, etc.

## Gastronomia
O prato típico de Tenerife são as Papas com molho picón.

## Economia
A principal atividade econômica da ilha é o turismo. Tenerife é a ilha das Canárias que recebe mais turistas com mais de 5 milhões por ano.
Atualmente, o município de Adeje no sul da ilha tem a maior concentração de hotéis de 5 estrelas na Europa e também tem o que é considerado o melhor hotel de luxo na Espanha de acordo com o World Travel Awards.
Atualmente, Tenerife é a ilha que possui o maior PIB das Ilhas Canárias. Embora a economia de Tenerife seja altamente especializada no setor de serviços, que compreende 78,08% de sua capacidade total de produção, a importância do restante dos setores é fundamental para um desenvolvimento harmonioso de seu tecido produtivo.
Nesse sentido, o setor primário, que representa apenas 1,98% do total do produto, reúne atividades de especial sensibilidade e para o crescimento sustentável do território insular. O setor de energia que contribui com 2,85% desempenha um papel fundamental na implementação de energias renováveis. O setor industrial que participa em 5,80% configura-se como uma atividade de crescente interesse pela ilha, tendo em vista as novas possibilidades geradas pelos avanços tecnológicos. Por fim, o setor de construção, com 11,29% do total do produto, tem prioridade estratégica, pois é um setor com relativa estabilidade que permite múltiplas possibilidades de crescimento.